# Технікум (зупинний пункт, Білоруська залізниця)
Технікум (біл. Тэхнікум) — зупинний пункт Мінського відділення Білоруської залізниці в Пуховицькому районі Мінської області. Розташований поблизу селища Мар'їна; на лінії Осиповичі I — Мінськ-Пасажирський, поміж станцією Пуховичі і зупинним пунктом Вендеж.